# Bellingham (Washington)
Bellingham (kiejtése: bɛlɪŋhæm) az Amerikai Egyesült Államok északnyugati részén, Washington állam Whatcom megyéjében elhelyezkedő város, a megye székhelye. A 2010. évi népszámlálási adatok alapján 80 885 lakosa van.
Bellingham városrészei közé tartoznak Alabama Hill, Barkley, Birchwood, Columbia, Cordata, Cornwall Park, a belvárosi kereskedelmi negyed, Edgemoor, Fairhaven, Happy Valley, Irongate, King Mountain, Lettered Streets, Meridian, Puget, Roosevelt, Samish, Sehome, Silver Beach, South, South Hill, Sunnyland, Whatcom Falls, York, valamint a Nyugat-washingtoni Egyetem kampusza.
A lummi indiánok rezervátuma a várostól nyugatra fekszik.

## Története
Henry Roeder és Russel Peabody 1852-ben a mai északi városrészben fűrészüzemet nyitottak. Daniel J. Harris 1883-ban megalapította Fairhaven települést. Az 1858-as aranyláz rövid időre népességnövekedést okozott; a térségben később szenet bányásztak, amelyet San Franciscó-i befektetőknek értékesítettek. Az utolsó bánya 1955-ben zárt be.
Az 1890-es évek elején a régiót három vasútvonal is érintette. 1889-ben Pierre Cornwall és társai megalapították a Bellingham Bay Improvement Companyt, amely fontos szerepet játszott a kezdeti fejlődésben. 1912 és 1930 között Bellingham és Mount Vernon között villamos járt.
1890-ben Fairhaven kiépítői megvásárolták Bellinghamet. 1891-ben Whatcom és Sehome Új-Whatcom néven egyesült (egy 1903-as állami rendelet az előtagot törölte). A Fairhaven és Whatcom egyesítésére irányuló törekvések kudarcot vallottak, mivel a lakosok nem tudtak megegyezni az új helység nevéről; végül a Bellingham elnevezés mellett döntöttek. A második népszavazáson a lakók 2163–596 arányban az egyesülés mellett döntöttek.
Bellingham 1903-ban kapott városi rangot. Az egykori Whatcom és az 1852-ben megnyílt fűrészüzem helyén ma az óváros fekszik.
1907-ben 400–500 szikh bevándorló dél-ázsiai indiaiak házaira támadt. A média a zavargókat tévesen hinduként azonosította.

## Éghajlat
A város éghajlata mediterrán (a Köppen-skála szerint Csb).
| Hónap                                                             | Jan.  | Feb.  | Már.  | Ápr. | Máj. | Jún. | Júl. | Aug. | Szep. | Okt. | Nov.  | Dec.  | Év    |
| ----------------------------------------------------------------- | ----- | ----- | ----- | ---- | ---- | ---- | ---- | ---- | ----- | ---- | ----- | ----- | ----- |
| Rekord max. hőmérséklet (°C)                                      | 18,0  | 22,0  | 24,0  | 26,0 | 32,0 | 34,0 | 36,0 | 34,0 | 32,0  | 26,0 | 23,0  | 19,0  | 36,0  |
| Átlagos max. hőmérséklet (°C)                                     | 7,6   | 9,1   | 11,2  | 13,8 | 16,8 | 19,2 | 21,8 | 22,1 | 19,4  | 14,4 | 9,8   | 6,8   | 14,4  |
| Átlagos min. hőmérséklet (°C)                                     | 0,4   | 0,7   | 2,4   | 4,4  | 7,5  | 10,2 | 11,9 | 11,7 | 8,7   | 5,3  | 2,6   | 0,0   | 5,5   |
| Rekord min. hőmérséklet (°C)                                      | −19,0 | −19,0 | −12,0 | −4,0 | −4,0 | 3,0  | 4,0  | 3,0  | −2,0  | −7,0 | −16,0 | −18,0 | −19,0 |
| Átl. csapadékmennyiség (mm)                                       | 119   | 77    | 82    | 68   | 63   | 47   | 30   | 31   | 45    | 93   | 147   | 107   | 909   |
| Havi napsütéses órák száma                                        | 62    | 84    | 124   | 180  | 217  | 240  | 279  | 248  | 186   | 124  | 60    | 62    | 1866  |
| Forrás: Nemzeti Óceán- és Légkörkutatási Hivatal és Weather Atlas |       |       |       |      |      |      |      |      |       |      |       |       |       |

## Népesség
A 2010-es népszámláláskor a városnak 80 885 lakója, 34 671 háztartása és 16 129 családja volt. A népsűrűség 1109,8 fő/km2. A lakóegységek száma 36 760, sűrűségük 504,4 db/km2. A lakosok 84,9%-a fehér, 1,3%-a afroamerikai, 1,3%-a indián, 5,1%-a ázsiai, 0,3%-a a Csendes-óceáni szigetekről származik, 2,8%-a egyéb, 4,3%-a pedig kettő vagy több etnikumú. A spanyol vagy latino származásúak aránya 7% (   )
A háztartások 21,1%-ában élt 18 évnél fiatalabb. 34,2% házas, 8,9% egyedülálló nő, 3,5% egyedülálló férfi, 53,5% pedig nem család. 35,3% egyedül élt; 10,8%-uk 65 éves vagy idősebb. Egy háztartásban átlagosan 2,18 személy élt; a családok átlagmérete 2,79 fő.
A medián életkor 31,3 év volt. A város lakóinak 15,6%-a 18 évesnél fiatalabb, 23,5% 18 és 24 év közötti, 25,9%-uk 25 és 44 év közötti, 22%-uk 45 és 64 év közötti, 12,8%-uk pedig 65 éves vagy idősebb. A lakosok 48,8%-a férfi, 51,2%-a pedig nő.

## Gazdaság
2019 májusában az átlagos órabér 24,23 dollár, amely hat százalékkal marad el az állami átlagtól (25,72 USD). A lakosok harmada irodai, éttermi vagy áruházi munkakörben dolgozik.
| Foglalkoztató                         | Alkalmazottak száma |
| ------------------------------------- | ------------------- |
| PeaceHealth St. Joseph Medical Center | 3028                |
| Nyugat-washingtoni Egyetem            | 1700                |
| Bellinghami Tankerület                | 1010                |
| Whatcom megye                         | 907                 |
| Bellingham városa                     | 853                 |
| Haggen                                | 750                 |
| Fred Meyer                            | 710                 |
| Whatcom Oktatási Hitelszövetkezet     | 668                 |
| Bellinghami Műszaki Főiskola          | 664                 |
| Zodiac Aerospace                      | 496                 |

## Közigazgatás
A polgármestert négy évre választják. A hét képviselőből hatot választókerületenként választanak meg négy évre, míg a hetedik, kerületfüggetlen képviselő két éves ciklust tölt be.

## Kultúra

### Rendezvények
A Ski to Sea a Mount Baker Ski Area és a Bellingham-öböl között megrendezett hétpróba. A városi maraton és félmaraton 2007 óta létezik.
A Whatcom Artist Studio Tour keretében október első két hétvégéjén alkotóterek látogathatók.
A Bellingham Scottish Gathering a skót kultúrával, a LinuxFest Northwest pedig a Linux operációs rendszerrel kapcsolatos esemény.
A Nemzetközi Békenapot a Whatcom Peace & Justice Center rendezi meg. A Bellingham Festival of Music komolyzenei esemény. A Bellingham Pride-ot júliusban tartják.

### Kézműves sörök
Bellinghamben és térségében 17 kézműves sörfőzde működik, amelyek 2018-ban számos díjat nyertek.

### Belváros
A termelői piac az április és december közötti szombatokon tart nyitva. A nyári szerda estéken megrendezett Downtown Sounds során a Bay Streetre ételárusok és egy sörkert települnek ki. A május és szeptember közötti éjszakai piac étkezési lehetőségeket és élőzenét kínál.

### Látnivalók

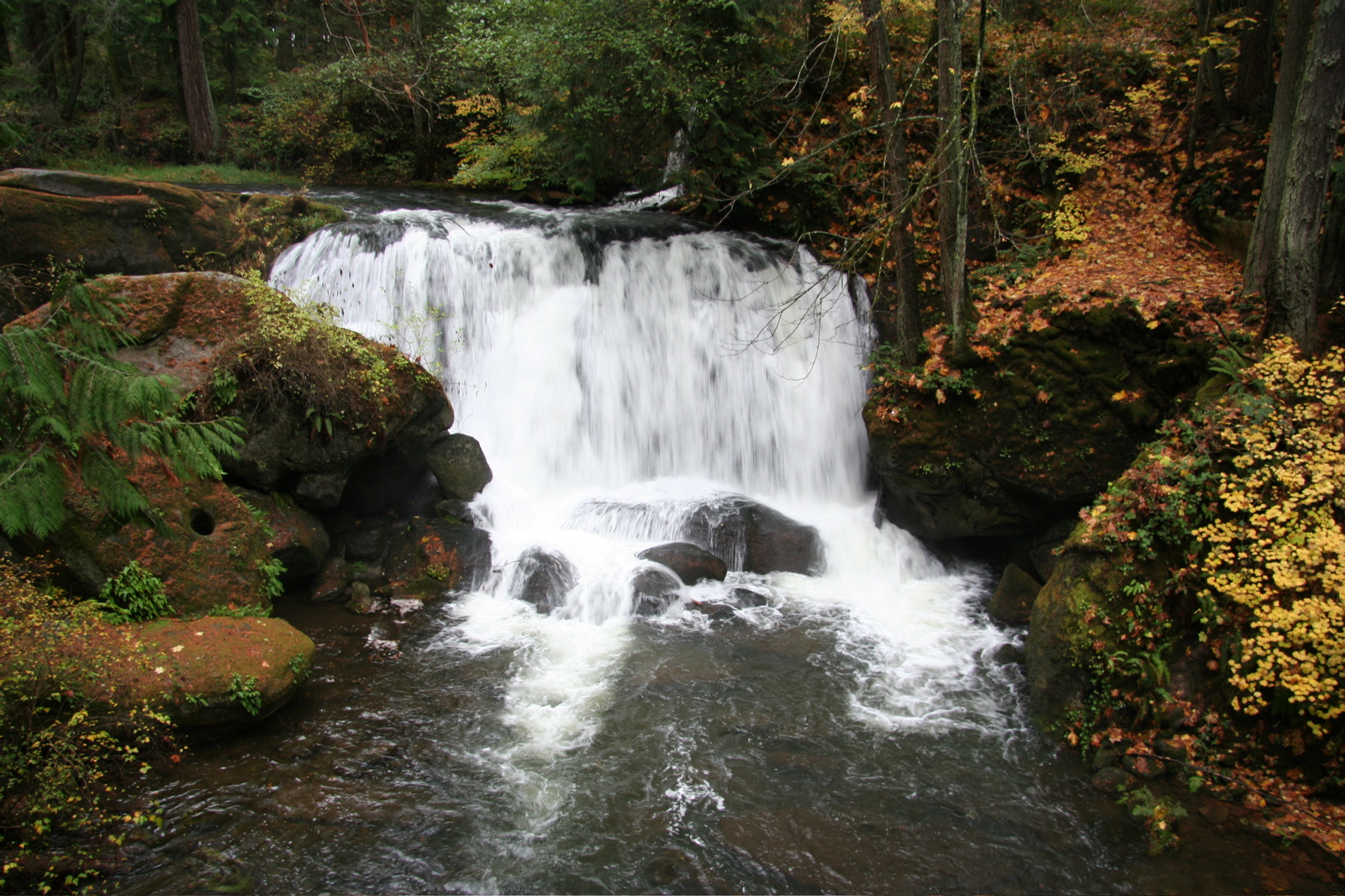
Vízesés a Whatcom Falls Parkban

A Whatcom Múzeum várossétákat rendez, valamint az iskolákkal együttműködve oktatást tart. A Bellinghami Vasúti Múzeum a Whatcom megyei vasúti közlekedést mutatta be.
A SPARK Elektronikai Találmányok Múzeuma (korábban Amerikai Rádió- és Elektromossági Múzeum) a távközlés történetét mutatja be az 1580-as évektől kezdődően, emellett egy rádióadót is fenntart. A Mindport magánkézben lévő tudománytörténeti bemutatóhely.
A 0,98 km2 területű Whatcom Falls Parkban négy vízesés és számos túraösvény is található. A várostól 50 km-re fekvő Mount Baker Ski Area éves hómennyisége az 1998–1999-es síszezonban elérte a 29 métert.
A város vízellátását a Bellinghamtől keletre fekvő Whatcom-tó biztosítja. A Galbraith-hegyen több túraösvény is húzódik.
A Bellis Fair Mall bevásárlóközpont 1988-ban nyílt meg.

### Zene
A város elhelyezkedéséből adódóan a zenészek kedvelt helyszíne; innen származik a Death Cab for Cutie, az Odesza és a Black Breath is, valamint itt van az Estrus Records és Clickpop Records kiadók székhelye.
Bellinghamben két szimfonikus zenekar (Bellingham és North Sound Youth) is megtalálható.

### Színház

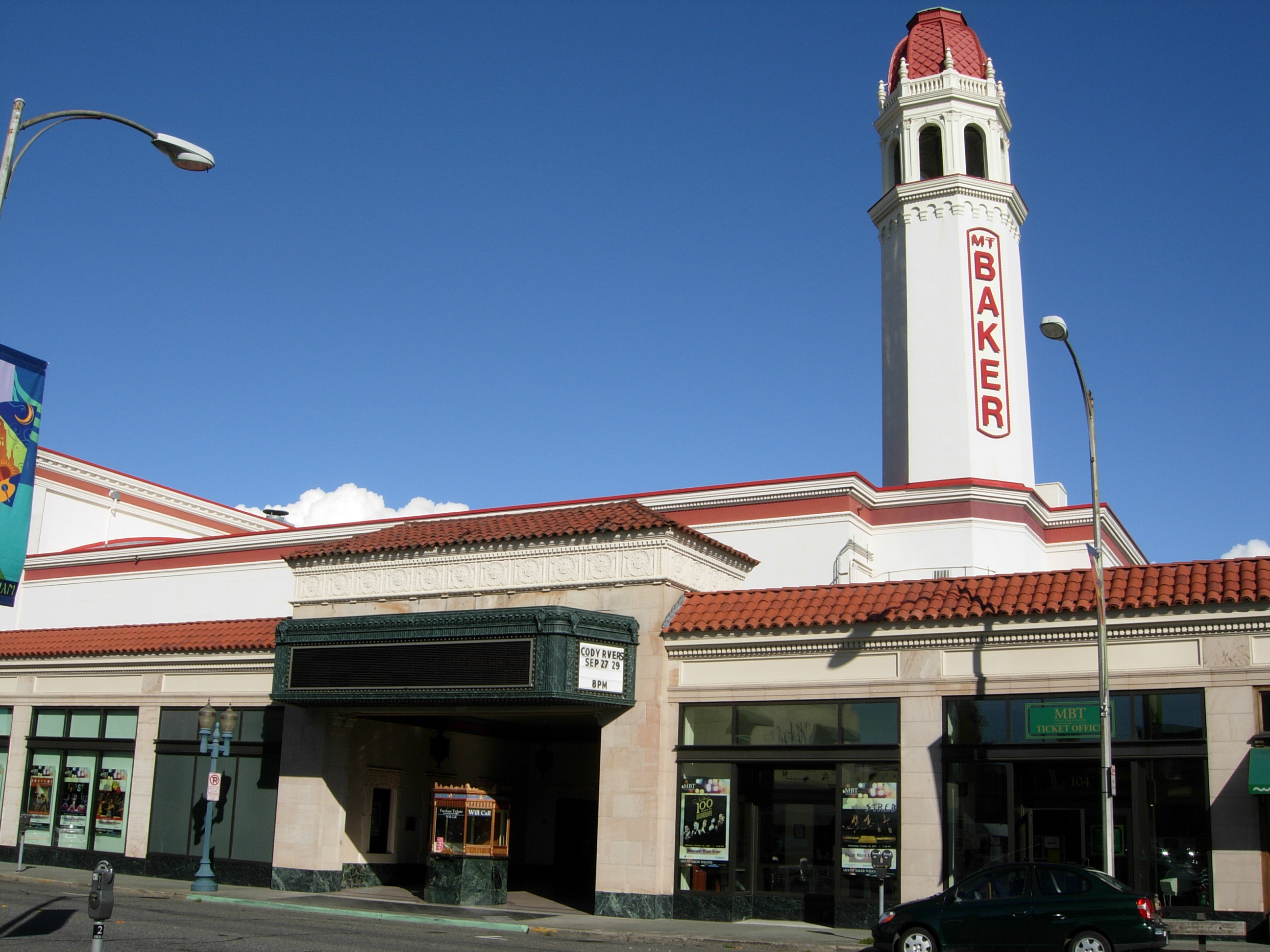
Mount Baker Theatre

A Nyugat-washingtoni Egyetem művészeti képzéseket is indít. A városban hat színház (Bellingham Theatre Guild, Mount Baker Theatre, The Upfront Theatre, Northwest Ballet, iDiOM Theater és Firehouse Performing Arts Center) is található.

### Zászló
A közkinccsé nyilvánított zászlót Bradley Lockhart tervezte a Downtown Bellingham Partnership 2015-ös versenyére. A kék félkör a Bellingham-öblöt, a két csillag a lummi és nooksack indián törzseket, a három hullámvonal a Whatcom-vízesést, a négy zöld sáv pedig a Bellinghamet alkotó egykori városokat (Whatcom, Sehome, Bellingham és Fairhaven) jelképezi.
A bellinghami lobogó a Roman Mars TED-előadásán említett 50 zászló egyike. A jelenlegi zászló éttermeknél és sörfőzdéknél, de pólókon és gördeszkákon is megtalálható. Az alkotást az önkormányzat 2017. április 24-én tette hivatalosan a város jelképévé.
Lockhartot művéért a békéltető testület és a What’s Up! magazin is kitüntette, valamint felkerült a Bellingham Business Journal „Top 7 40 év alatt” listájára is.

### Aktivizmus
A 2002-ben alapított Whatcom megyei Béke- és Igazságközpont az ország egyik legaktívabb ilyen létesítménye.
2006 októberében a városi önkormányzat az államban elsőként kérte az Irakban állomásozó csapatok visszahívását, két évvel később pedig szintén az államban elsőként szorgalmazták, hogy a szövetségi kormányzat igyekezzen elkerülni az Iránnal való háborút. 2012-ben a város támogatta a legfelsőbb bíróság azon döntését, miszerint szervezetek is közzétehessenek politikai hirdetéseket a választások előtti harminc napban. 2014-ben úgy döntöttek, hogy az európai felfedezőkre emlékező Kolumbusz-nap helyett az őslakosokat ünneplik.
2015-ben a Royal Dutch Shell sarkvidéki bányászata elleni tüntetések részeként egy aktivista 63 órára a vállalat hajójának horgonyához láncolta magát.

## Fejlesztési tervek
Bellinghamet a nyugdíjba vonulásra ideális helynek tartják számon: 2008 és 2013 között az 55 éven felüli lakosok száma 3,7%-kal növekedett; ennek ellenére a magas lakhatási költségek miatt a település szerepel a legrosszabb városok listáján is (2016-ban Washington államban emelkedtek a legnagyobb ütemben a lakásárak).
2016-ban az üres lakások aránya 0,6% volt; 2036-ig 16 256 újabb lakóegység épülne, amely az új beköltözők felének nyújtana lakhatást. Aaron Terrazas, a Zillow ingatlanportál közgazdásza szerint az építkezéseknek jóval gyorsabb üzemben kellene haladnia ahhoz, hogy a lakhatás megfizethető maradjon.
A város a határait nem módosította, mivel szeretnék, ha az új házak a jelenlegi határokon belül épülnének fel. Az önkormányzatot ezen döntéséért számos kritika érte: az elérhető építési telkek túl drágák, vagy nehezen beépíthetők; más esetekben a fejlesztéseket a lakók fellépése akadályozta meg (például a Squalicum Lofts ipari park számára kijelölt területet lakóövezetté minősítették át).
2017-ben a város vezetése a lakáshelyzetet kritikussá nyilvánította, és a megfizethetőséggel, valamint a hajléktalansággal kapcsolatban közmeghallgatást tartottak.

### Vízpart
A vízparti részek az 1800-as évektől száz éven át iparterületként szolgáltak.
A Georgia-Pacific 1963-ban megvásárolta a Puget Sound Pulp and Timber Companyt, majd 2001-ig fűrészüzemet tartott fenn. A kikötőt fenntartó szerv megvásárolta az egykori gyárat, ahol szükséges a terület megtisztítása. A két részre osztott területen 2017-re megtisztították a talajt, és elbontották a szennyezett épületeket, majd védőfalat emeltek. A kivitelezők a tisztítás befejezéséhez további terveket vizsgálnak. A város és a kikötő 2013-ban megbízta a Harcourt Developmentst a terület átalakításával; az épületek mellett két új út is a projekt részét képezi.

## Oktatás

A Nyugat-washingtoni Egyetem kampusza

A Bellingham Public Schools által fenntartott közintézmények mellett a városban három magánintézmény (Whatcom Hills Waldorf School, Franklin Academy és Assumption Catholic School) is működik. A Whatcom Day Academy 2015-ben szűnt meg.
Bellinghamben van a Nyugat-washingtoni Egyetem, valamint a Whatcom Közösségi Főiskola és a Bellinghami Műszaki Főiskola székhelye.

## Közlekedés

A kompkikötő

Bellingham közúton az I-5-ön, a WA-11-en, a WA-539-en és a WA-542-n közelíthető meg.
A Bellinghami nemzetközi repülőtérről Seattle és Friday Harbor felé indulnak járatok. Itt található a határrendészet műveleti központja.
A Whatcom Transportation Authority a környékbeli települések és Mount Vernon, a BoltBus pedig Seattle és Vancouver felé indít buszokat.
Fairhaven állomáson az Amtrak Cascades InterCityre, az Amtrak által működtetett buszjáratra, valamint a Greyhound Lines távolsági autóbuszaira lehet felszállni. A vasútállomással szemközti kikötőből Alaszka, valamint a San Juan-szigetek felé indulnak kompok.

## Média

### Újságok
A városban elérhető kiadványok a The Bellingham Herald napilap, valamint a Cascadia Weekly, a The Western Front, a Whatcom Watch és a The Bellingham Business Journal.

### Magazinok
A Bellingham Alive életmódmagazin mellett itt adják ki a hódeszkás tematikájú Frequency: The Snowboarder’s Journalt is. A What’s Up! és a Lemonade Magazine zenei, a Business Pulse üzleti tematikájú kiadvány, a The Betty Pages pedig az LMBT-közösségnek szól. A Bellingham Review a Nyugat-washingtoni Egyetem irodalmi kiadványa, a Southside Living pedig a Chuckanut Drive, Edgemoor, Fairhaven és South Hill városrészekben terjesztett hírlevél.

### Televízió
Az önkormányzat tájékoztató csatornája mellett innen sugároz a KVOS-TV is.

### Rádió
| Középhullám      | Középhullám      | Középhullám          |
| Hívójel          | Frekvencia (kHz) | Tematika             |
| ---------------- | ---------------- | -------------------- |
| KGMI             | 790              | Hírek                |
| KBAI             | 930              | Klasszikus slágerek  |
| KPUG             | 1170             | Sport                |
| Ultrarövidhullám |                  |                      |
| Hívójel          | Frekvencia (MHz) | Tematika             |
| KUGS             | 89,3             | Egyetemi             |
| KZAZ             | 91,7             | Egyetemi             |
| KISM             | 92,9             | Klasszikus rock      |
| KMRE-LP          | 102,3            | Kultúra              |
| KAFE             | 104,1            | Felnőtt kortárs zene |
| KWPZ             | 106,5            | Vallási              |

## Sport
| Csapat                    | Sportág          | Liga                                                                          | Helyszín                              |
| ------------------------- | ---------------- | ----------------------------------------------------------------------------- | ------------------------------------- |
| Bellingham Bells          | Baseball         | West Coast League                                                             | Joe Martin Field                      |
| Bellingham Bulldogs       | Amerikai futball | Pacific Football League                                                       | Civic Stadium                         |
| Bellingham United FC      | Labdarúgás       | Evergreen Premier League Washington                                           | Civic Stadium                         |
| Bellingham Blazers        | Jégkorong        | Northern Pacific Hockey League                                                | Bellingham Sportsplex                 |
| Bellingham Roller Betties | Görkorcsolya     | Women’s Flat Track Derby                                                      | Bellingham Sportsplex Lynden Skateway |
| Chuckanut Bay Rugby       | Rögbi            | USA Rugby Pacific Northwest Rugby Football Union British Columbia Rugby Union |                                       |

## Nevezetes személyek
- Al Swift, politikus[137]
- Alfred Pettibone, telepes[138]
- Anna Leader, költő és regényíró[139]
- Ben Gibbard, énekes[140]
- Ben Weber, színész[141]
- Billy Burke, színész[142]
- Bob Arbogast, műsorvezető és szinkronszínész[143]
- Carlos Becerra, színész[144]
- Charles Roehl, telepes[145]
- Christopher Wise, író[146]
- Cuddles Marshall, baseballozó[147]
- Dana Lyons, zenész[148]
- Danny Abramowicz, amerikaifutball-játékos[149]
- Doug Pederson, amerikaifutball-edző[150]
- Hilary Swank, színész[151]
- J. J. Donovan, politikus[152]
- Jake Locker, amerikaifutball-játékos[153]
- Jason McGerr, dobos[140]
- Jon Auer, zenész[154]
- Ken Stringfellow, zenész[154]
- Misha Collins, színész[155]
- Oscar Jimenez, labdarúgó[156]
- Paul Jessup, diszkoszvető[153]
- Philip McCracken, szobrász[157]
- Ramsey Denison, dokumentumfilm-rendező[158]
- Roger Repoz, baseballozó[159]
- Ryan Hietala, golfozó[160]
- Ryan Stiles, humorista[161]
- Steve Baker, motorversenyző[162]
- Taylor Rapp, amerikaifutball-játékos[163]
- Tommy Noonan, színész és forgatókönyvíró[164]
- Yolanda Hughes-Heying, testépítő[158]
- William Roehl, telepes[165]

## Testvérvárosok
Bellingham testvértelepülései:
- Cshongdzsu, Dél-Korea
- Nahodka, Oroszország
- Port Stephens, Ausztrália
- Punta Arenas, Chile
- Tatejama (Csiba), Japán
- Vaasa, Finnország

## Fordítás
- Ez a szócikk részben vagy egészben  a   Bellingham, Washington című angol Wikipédia-szócikk ezen változatának fordításán alapul.  Az eredeti cikk szerkesztőit annak laptörténete sorolja fel. Ez a jelzés csupán a megfogalmazás eredetét és a szerzői jogokat jelzi, nem szolgál a cikkben szereplő információk forrásmegjelöléseként.